# Monastère Saint-Stepanos de Djolfa
Le monastère Saint-Stepanos ou Saint-Étienne (en arménien : Սուրբ Ստեփանոս վանք et en persan : کلیسای سن استپانوس) est un monastère arménien situé à proximité de la ville iranienne de Djolfa, près de la rivière Araxe, dans la province de l'Azerbaïdjan oriental. Il est dédié au premier martyr chrétien, Étienne.
Peut-être érigé au VIIe siècle, il est attesté de façon certaine au Xe siècle. Il a été reconstruit à de nombreuses reprises aux siècles suivants, et les éléments actuels datent pour la plupart des XVIIe et XIXe siècles. Il fut un important centre culturel pour les Arméniens et a accueilli et hébergé des personnalités religieuses, des calligraphes, des peintres, des écrivains, des philosophes et des historiens. Un certain nombre de manuscrits enluminés produits ou copiés au monastère sont maintenant conservés au Matenadaran à Erevan, ou au centre culturel mékhitariste à Venise.

## Histoire
La date exacte de la fondation du monastère n'est pas claire. Il semble qu'un premier monastère soit édifié déjà au VIIe siècle, dans la vallée de la rivière Aq-Chāy, un petit affluent de l'Araxe, puisque le document le plus ancien date de 649. À la fin du Xe siècle, le monastère est profondément transformé avec le soutien du pouvoir royal arménien. En 976, le catholicos arménien Khatchik Ier nomme un certain Babgen à la tête du monastère, qui construit une nouvelle église avec le soutien du roi arménien Achot III. En 981, la fille du roi, Heripsimeh, achète le village d'Astāpāt pour en faire don au monastère. À la même époque, elle fait embellir le monastère et son église. Après une nouvelle campagne de construction en 991, le monastère occupe la moitié du nord de l'espace actuel.
Mais le monastère est en partie ruiné lors des guerres entre les Seldjoukides et l'empire byzantin aux XIe et XIIe siècles. En 1150, Alp Arslan, neveu du sultan seldjoukide Toghrul-Beg, mène des raids contre l'empire byzantin et pille la vallée de l'Araxe. À la suite de la conquête de la région par les Mongols d'Hulagu, petit-fils de Gengis Khan, au milieu du XIIIe siècle, les chrétiens bénéficient de la politique favorable de la dynastie des Ilkhans, et un accord de paix est signé entre l'Église arménienne et les Ilkhans. Le monastère est restauré dans la seconde moitié du XIIIe siècle. Le monastère est complètement reconstruit vers 1330, sous l'impulsion des Zachariah, à partir des éléments antérieurs, avec la protection du prince ilkhan Abu Saïd Bahadur. Les XIVe et XVe siècles sont une période d'intense rayonnement du monastère et Saint-Stepanos connaît l'apogée de son rayonnement culturel et intellectuel. Le monastère produit des peintures et des manuscrits enluminés, dans des domaines aussi divers que la religion, l'histoire et la philosophie.
Au début du XVe siècle, la nouvelle dynastie des Safavides confirme sa protection aux Arméniens. Au début du XVIe siècle, Shah Ismaïl Ier renouvelle des décrets visant à protéger le monastère et ses possessions. Mais la région se retrouve au centre des rivalités entre les Safavides et les Ottomans, qui envahissent l'Arménie occidentale en 1513. Saint-Stepanos connaît au XVIe siècle un déclin progressif, jusqu'à ce que Shah Abbas Ier décide de vider la région de ses habitants en 1604 : entre 250 000 et 300 000 personnes sont déplacées de force vers le centre de l'empire. Saint-Stepanos est alors abandonné. À partir du milieu du XVIIe siècle, les Safavides décident cependant d'occuper à nouveau la région, et le monastère Saint-Stepanos, endommagé, est restauré à partir de 1641 par l'abbé Hagup Juyghatsi. Les travaux se poursuivent jusqu'en 1679, donnant au monastère sa forme actuelle. C'est également à cette époque que le monastère est visité par un voyageur français, Jean-Baptiste Tavernier, qui en donne une description. En 1679, un tremblement de terre endommage le monastère, qui est en partie reconstruit, tandis qu'une deuxième église est construite contre le mur nord.
Au milieu du XVIIIe siècle, le monastère subit un nouveau tremblement de terre, qui détruit le toit de l'église, le mur sud et les cellules des moines. La donation du catholicos Jacob V de Chamakhi, en 1759, permet de restaurer les bâtiments. Mais à partir du XVIIIe siècle, la région devient un enjeu de conquête pour l'Empire russe. Erevan est conquise par les Russes en 1808, tandis que la frontière entre la Perse et la Russie est établie sur l'Araxe. Une partie de la population est déplacée de force vers l'Arménie russe. Les souverains qadjars, cependant, continuent à protéger les Arméniens. C'est à cette époque, probablement vers 1817, que le monastère est décrit par un officier britannique des troupes coloniales, le colonel William Monteith, où il rend compte de la protection des chrétiens arméniens par les autorités perses. À partir de 1819, le shah Fath Ali et son fils, le prince Abbas Mirza, encouragent la reconstruction du monastère Saint-Stepanos, achevée en 1825. L'année suivante, Abbas Mirza fait donation du village voisin de Darresham au monastère. Après le tremblement de terre de 1840, qui détruit le clocher, le monastère est à nouveau restauré.
Le monastère, endommagé, a connu plusieurs campagnes de restauration aux XXe et XXIe siècles. En 1956, le monastère est inscrit aux monuments historiques. L'archéologue Hartmut Hofrichter mène plusieurs campagnes de fouilles à partir de 1974. En 2005, le village de Darresham et sa chapelle sont ajoutés à la liste des monuments historiques. La même année, une équipe du CNRS menée par Chahryar Adle découvre dans un plafond de l'église des ossements, qui correspondraient à des reliques. Le terrain du monastère appartient au diocèse arménien de Tabriz, qui est chargé des activités religieuses, culturelles et sociales au monastère. De plus, la vallée de la rivière Aq-Chāy appartient au ministère de l'Environnement iranien, ce qui assure la protection du paysage autour du monastère. La propriété entière du village de Darresham a de plus été confirmée au monastère, et donc au diocèse arménien de Tabriz.

## Description

### Monastère Saint-Stépanos
Le monastère est construit sur une pente de la rivière Aq-Chay, un affluent de l'Araxe. L’ensemble fortifié est composé d'une enceinte quadrangulaire (48 x 72 m), défendue par quatre tours rondes à chaque angle. L'intérieur est divisé en deux cours, l’une consacrée à l’église et l’autre aux cellules des moines et à la vie conventuelle.

#### Cour sud
La plus vaste des deux cours est la cour sud. Elle regroupe les bâtiments conventuels, avec le dortoir, la cuisine, le réfectoire.

#### Cour nord
La cour nord s'organise autour des bâtiments sacrés du monastère : l’église, une chapelle et le clocher. L’église a été construite au milieu du XVIIe siècle, en pleine renaissance de l’architecture arménienne. Il semble que ce soit l’évêque Hakob de Djolfa qui en ait ordonné les travaux. Les murs des bâtiments sont recouverts de plaques de calcaire alternativement marron et rouge. Les façades de l'église portent des scènes sculptées de la Vie de Jésus (Annonciation, Vierge à l’Enfant, Crucifixion, Résurrection) et du martyre de saint Étienne.
L’église a des dimensions extérieures de 27 mètres de long et de presque 25 mètres de haut. Elle comporte une entrée sur quatre piliers carrés, surmontée d'un clocher à deux niveaux, le premier rectangulaire, le second à six colonnes portant une toiture conique à six pans. L’église elle-même adopte un plan en croix grecque. Le centre de l'église est couvert disposant d’une vaste d'une coupole en ombrelle qui repose sur un tambour ; la toiture est dite en forme d’éventail (umbrella roof ou encore cuspidate dome). Les murs extérieurs présentent les parements en pierres taillées typiques de l’architecture religieuse arménienne, mais ils comportent aussi des niches sur l’une des façades, dont une en profondeur directement inspirée de l’art perse. Les décorations intérieures peintes sont importantes, notamment sur le tambour du dôme. Le tambour de cette coupole a seize faces : une pour chaque apôtre, pour Dieu, la Vierge, saint Jean-Baptiste et saint Grégoire l'Illuminateur. Elles sont directement inspirées de la cathédrale d’Etchmiadzine, près d’Erevan, mais elles empruntent des motifs à l’iconographie iranienne. Elles sont un exemple d’interpénétration des cultures chrétienne et islamique. À l'intérieur, trois absides groupées en forme de trèfle forment un triconque. L’abside est entourée de chaque côté d'une chapelle à deux étages. Le côté ouest de l'église abrite une tribune.
L'église principale est entourée par une « chaîne seldjoukide » sculptée, typique de l’ornementation musulmane. On retrouve également l'influence iranienne dans la forme outrepassée des arcs et les motifs végétaux des fresques peintes en 1826.

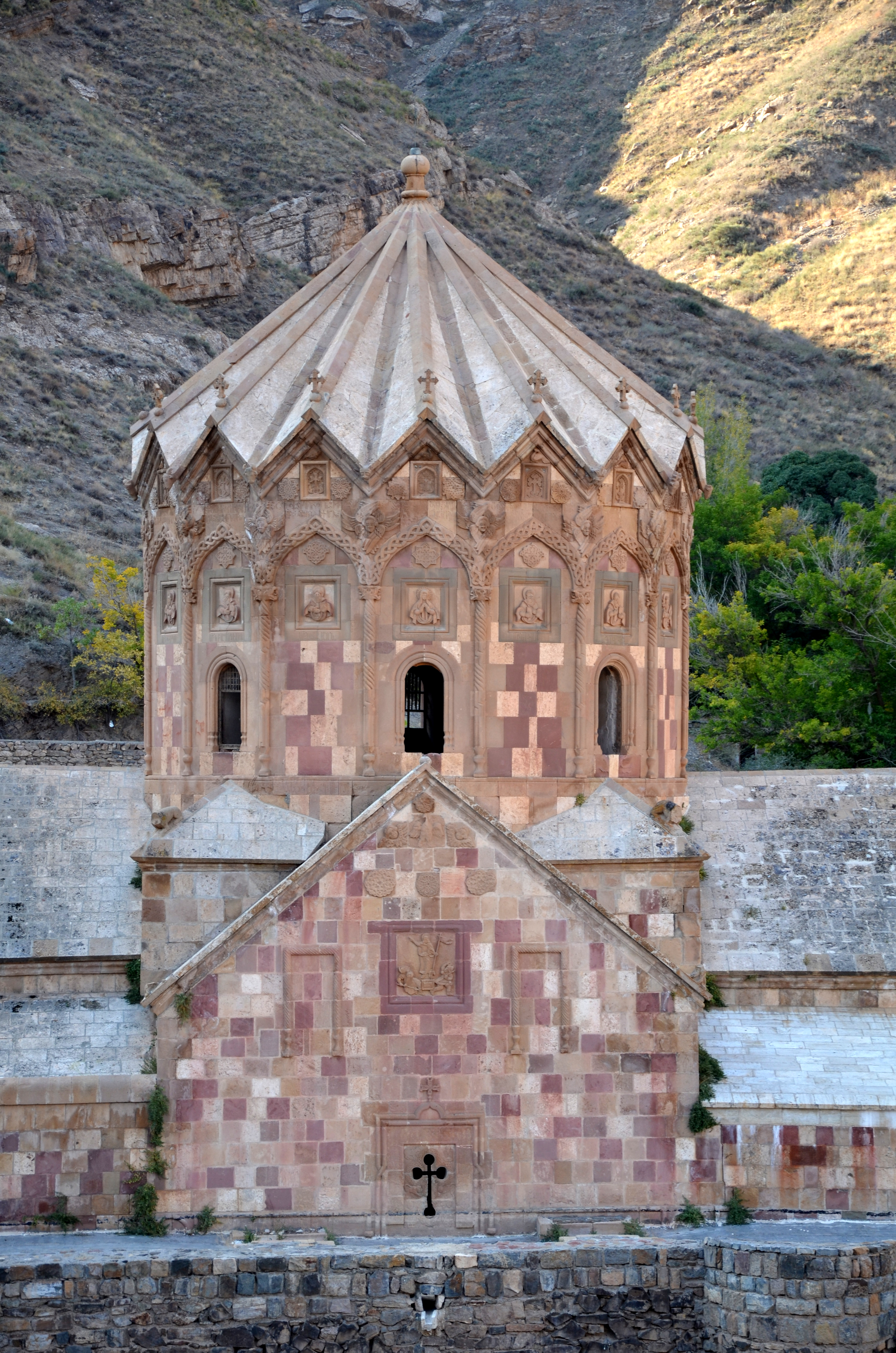
Clocher de l'église.
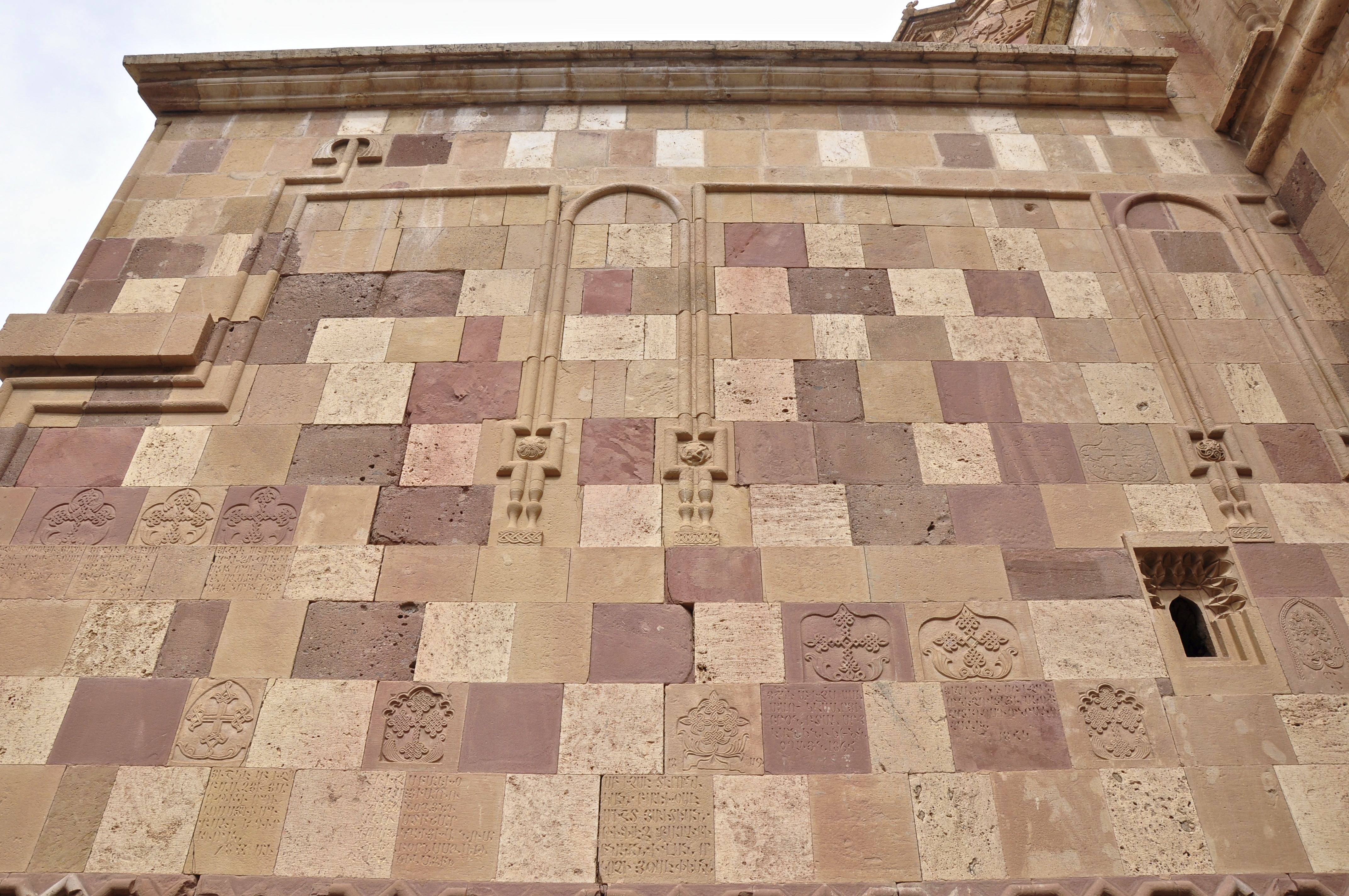
Mur sud de l'église.
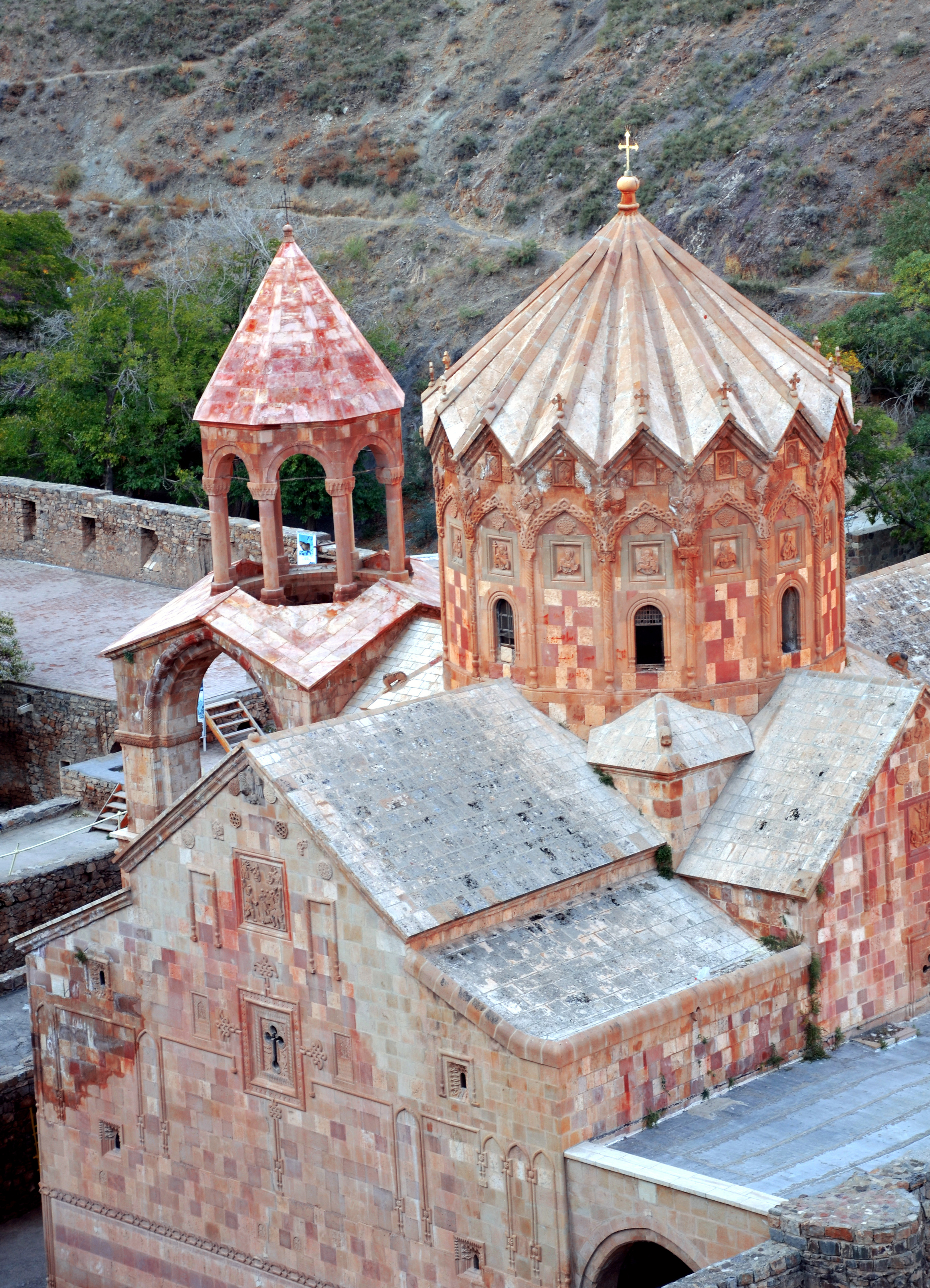
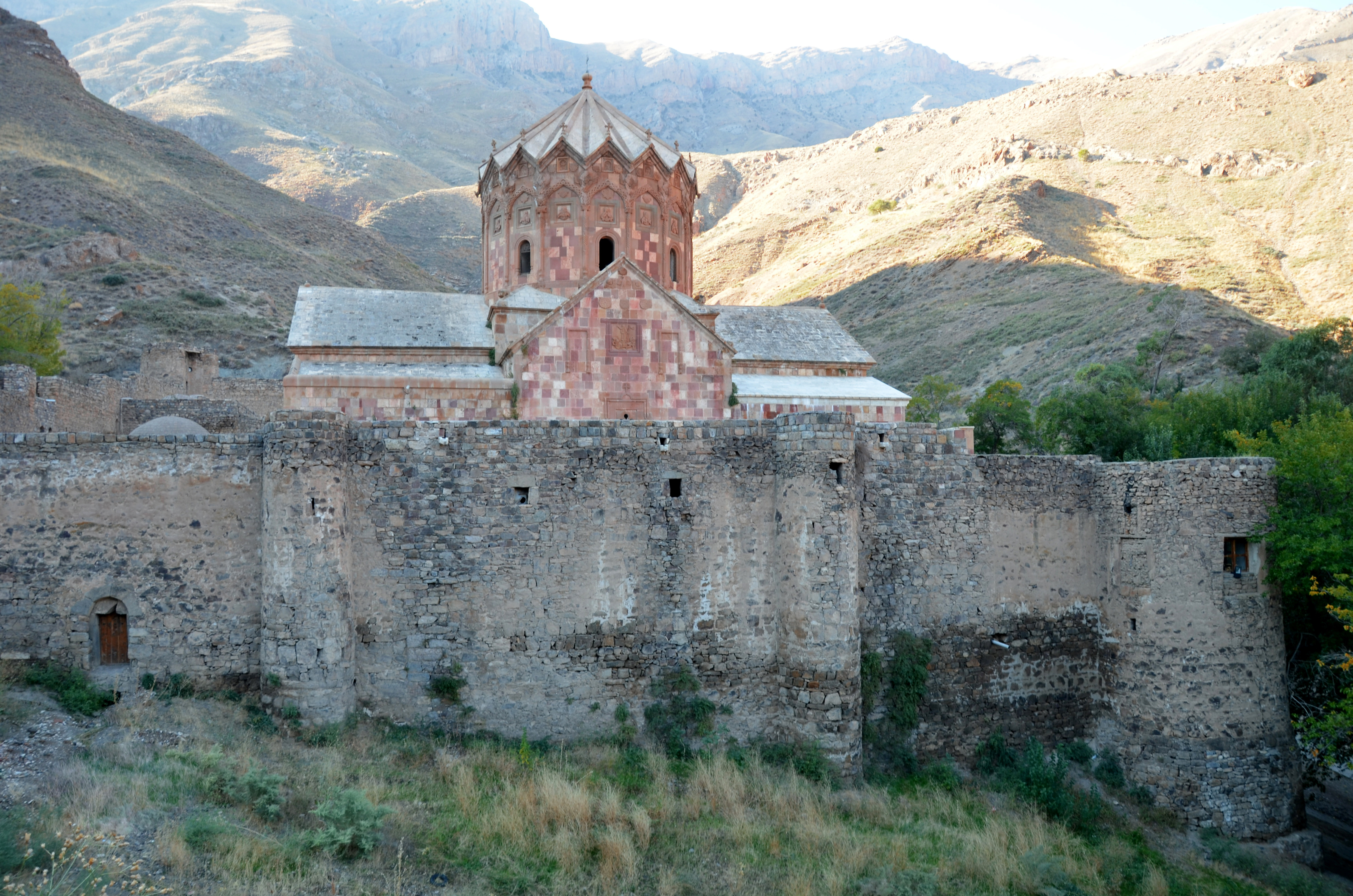
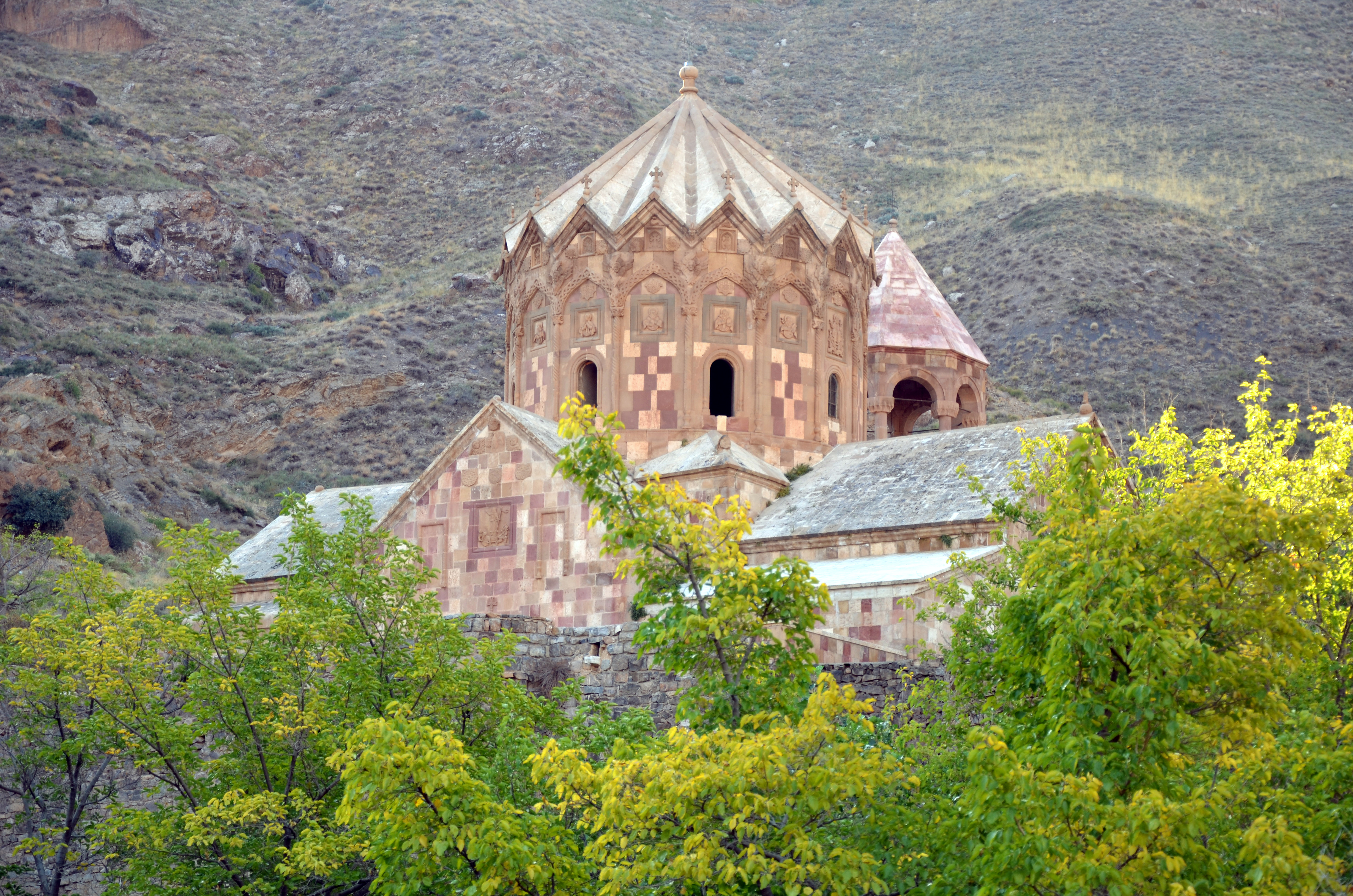
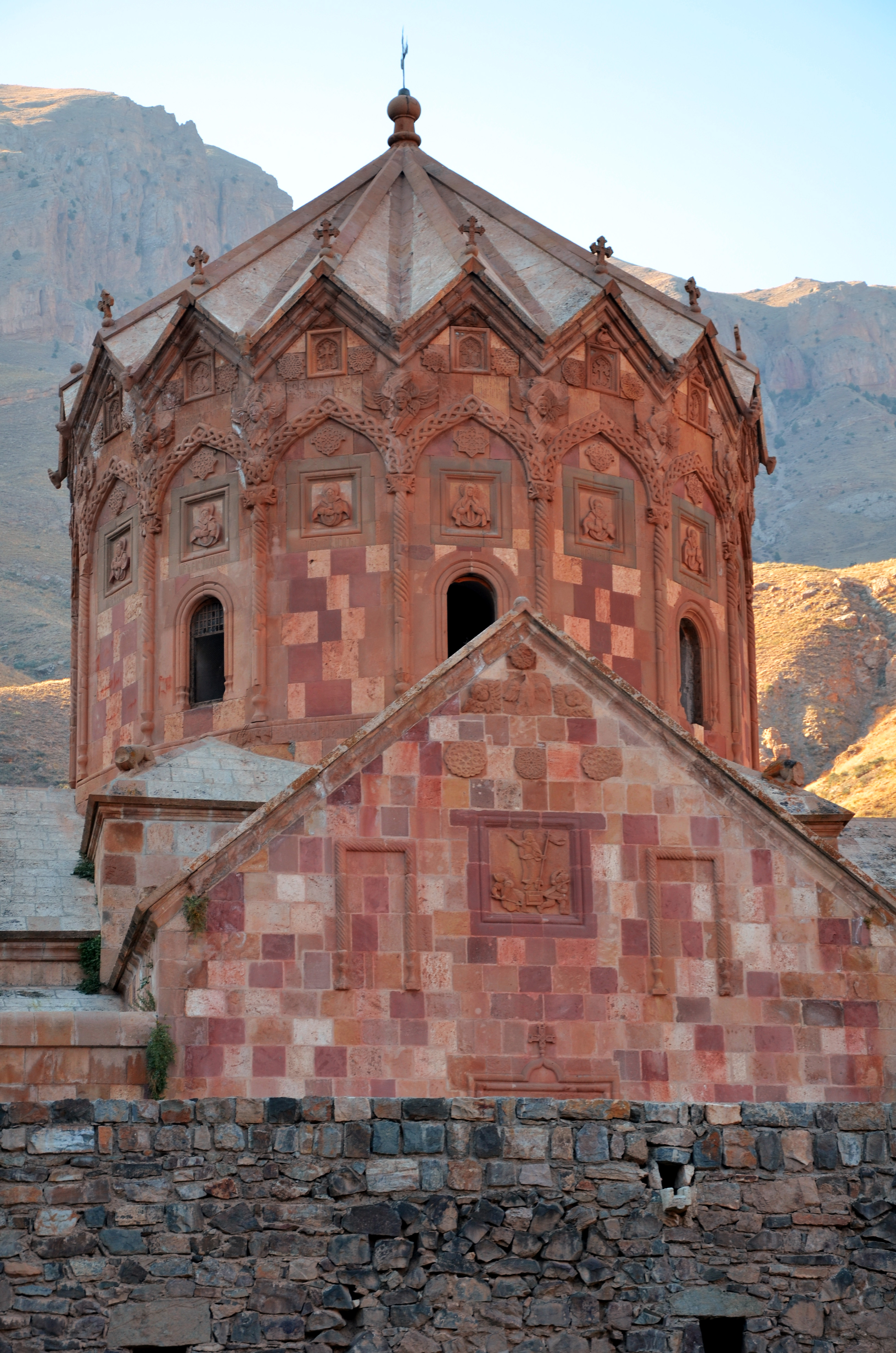
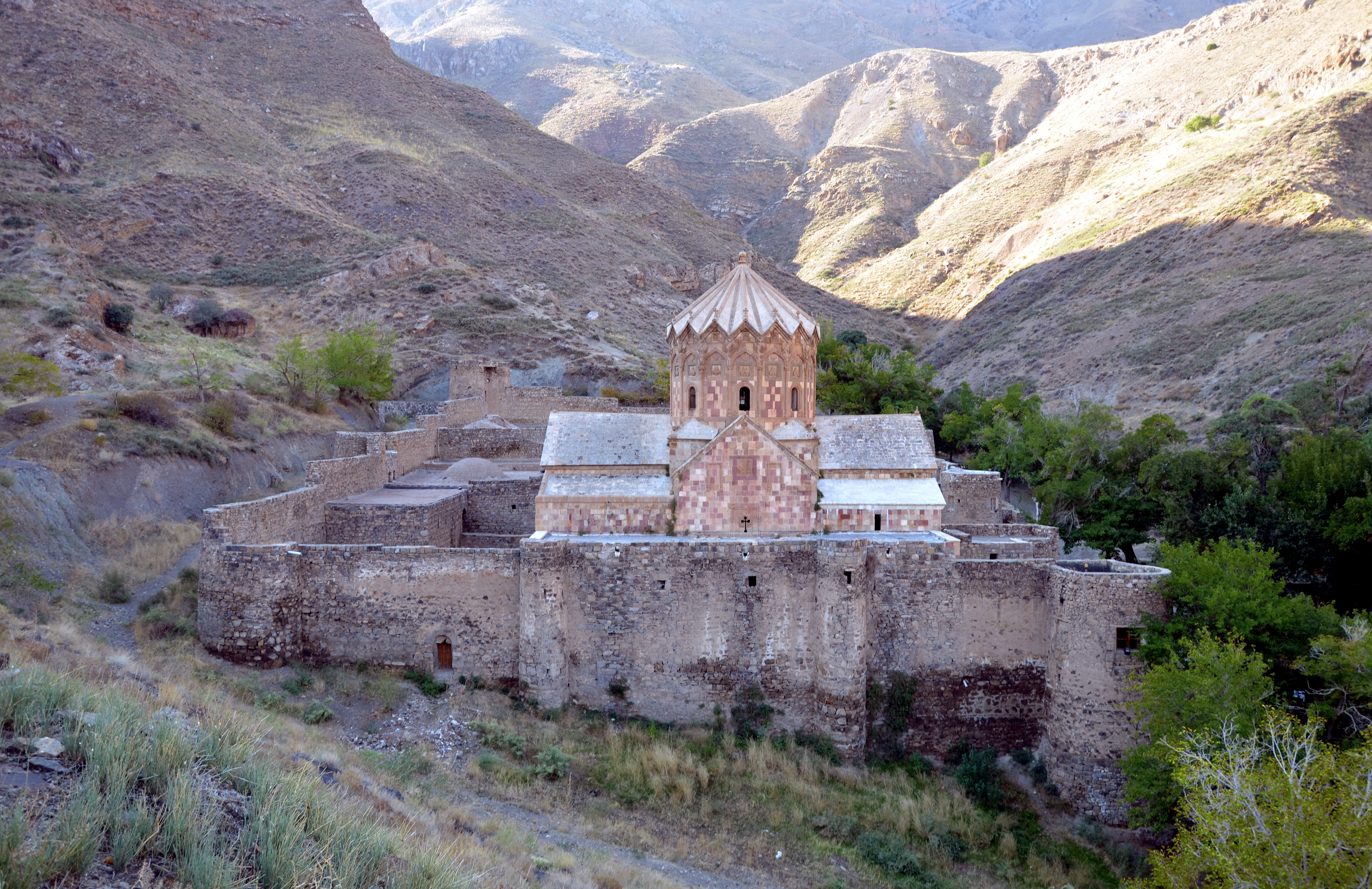
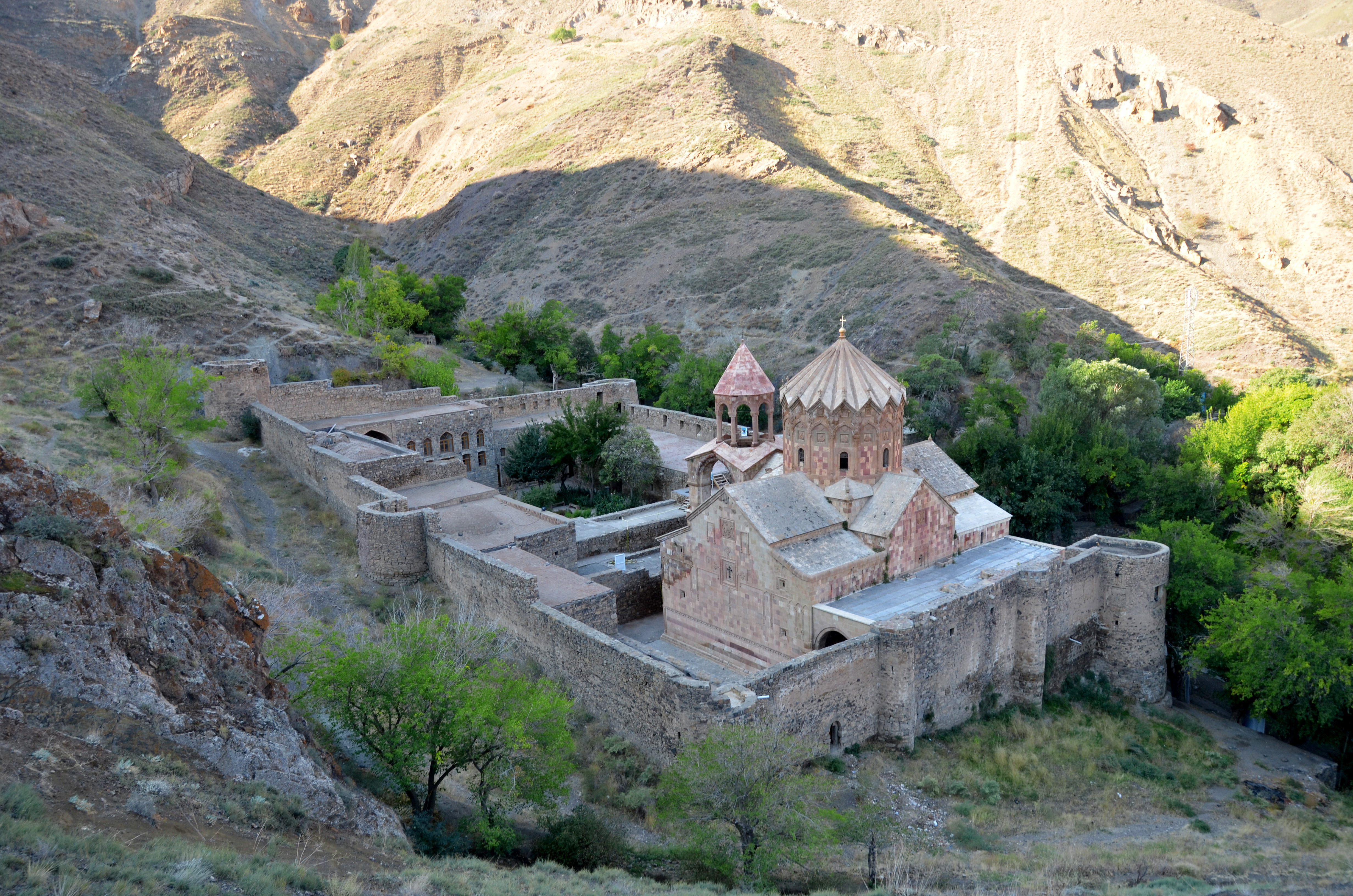
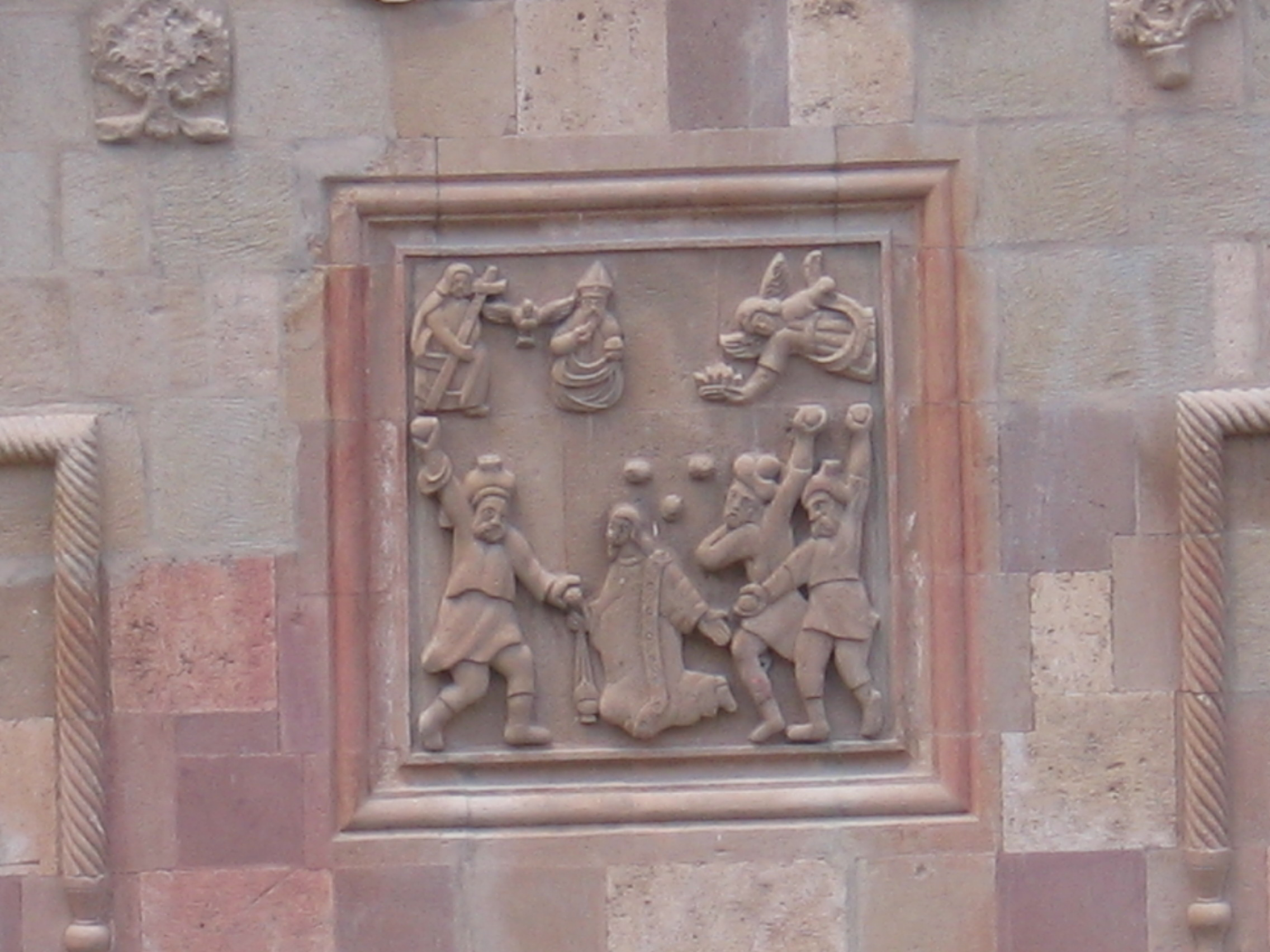
Lapidation de saint Étienne. Relief sur la façade orientale de l'église.
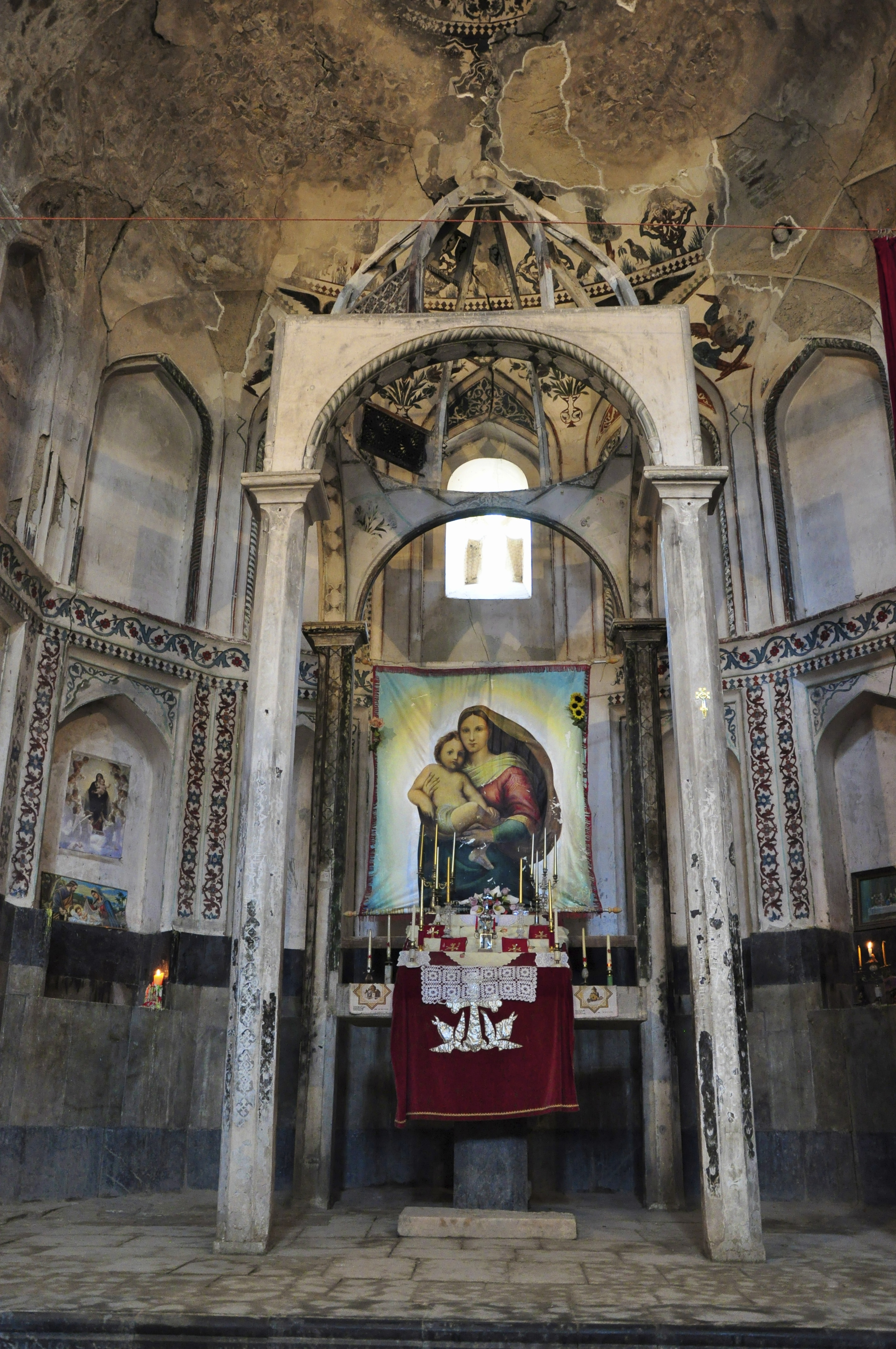
Intérieur de l'église.
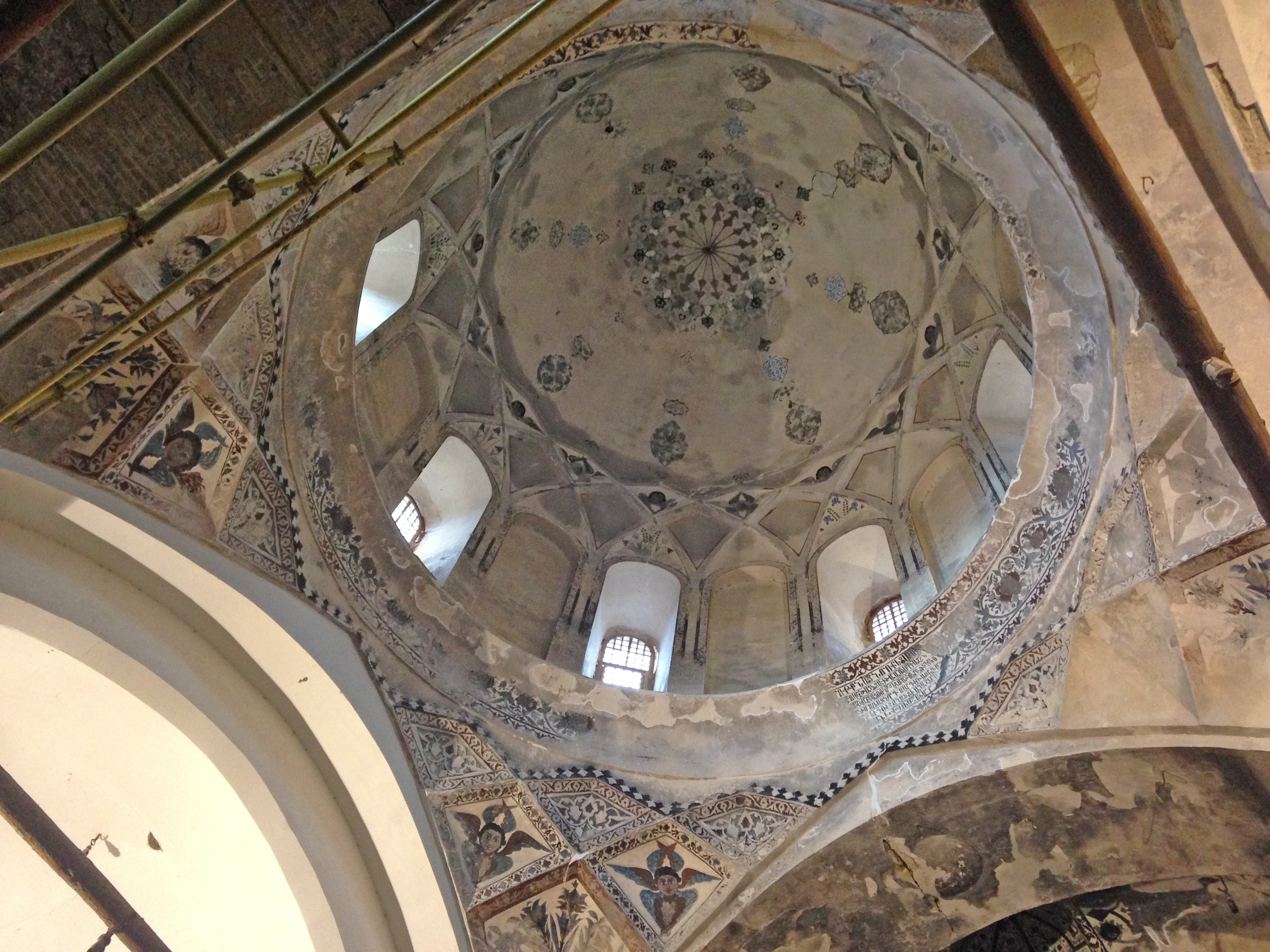
Dôme de l'église.

### Village de Darresham
Le village en ruines de Darresham et son cimetière, a été définitivement abandonné en 1915, lors du conflit avec les Ottomans. Il permet de connaître la culture arménienne dans les campagnes (organisation du village, techniques de construction). Le seul bâtiment conservé est l’église, bâtie sur un plan basilical. Le cimetière du village conserve également des tombes dont certaines remontent au XVIe siècle.

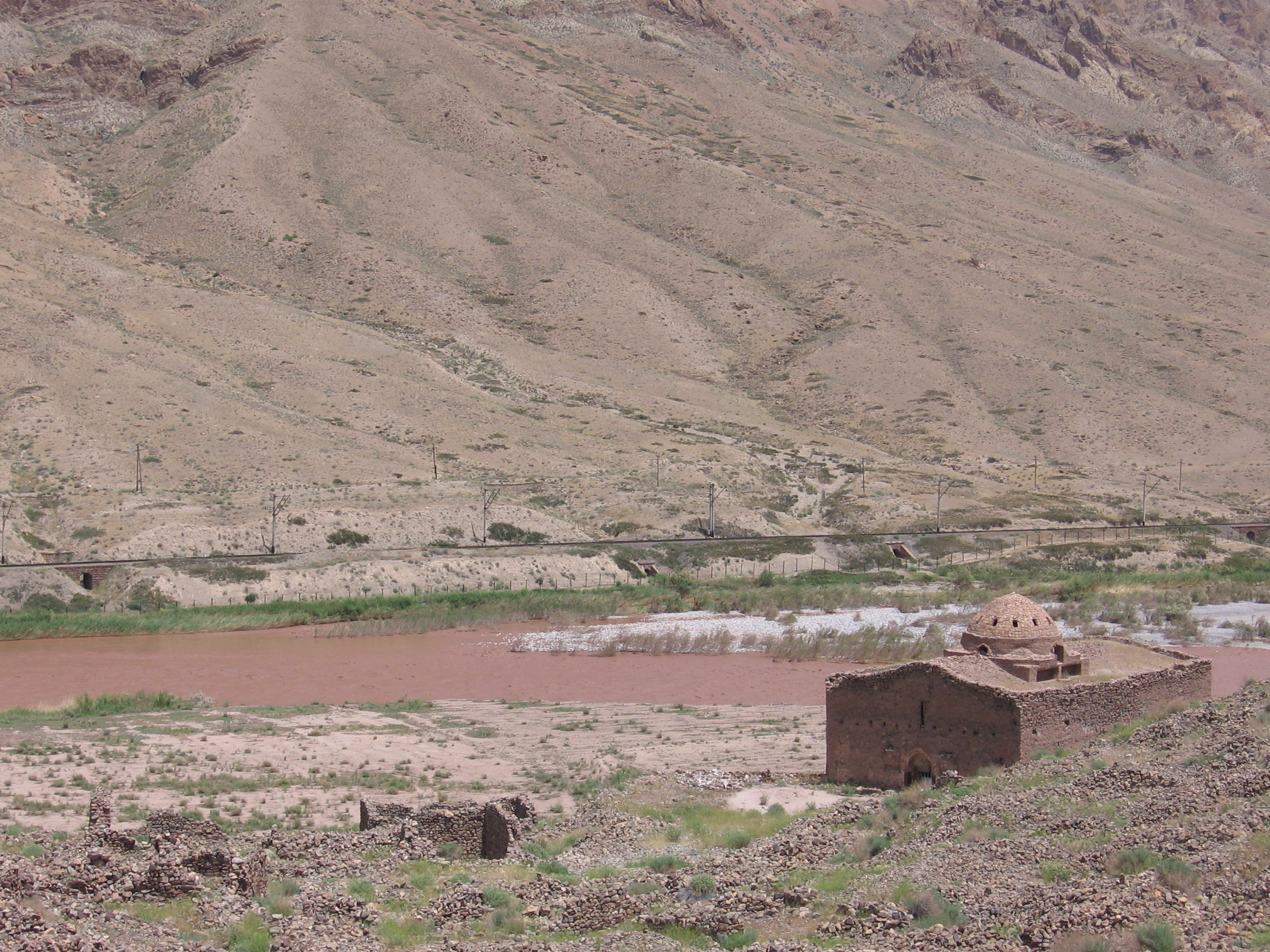
Ruines de l'église de Darresham.

### Chapelle Chupan
La chapelle Chupan est assez proche de l’entrée de la ville de Djolfa. De plan rectangulaire (5,5 m x 6,5m), elle est surmontée par une coupole à tambour et des annexes en ruines.

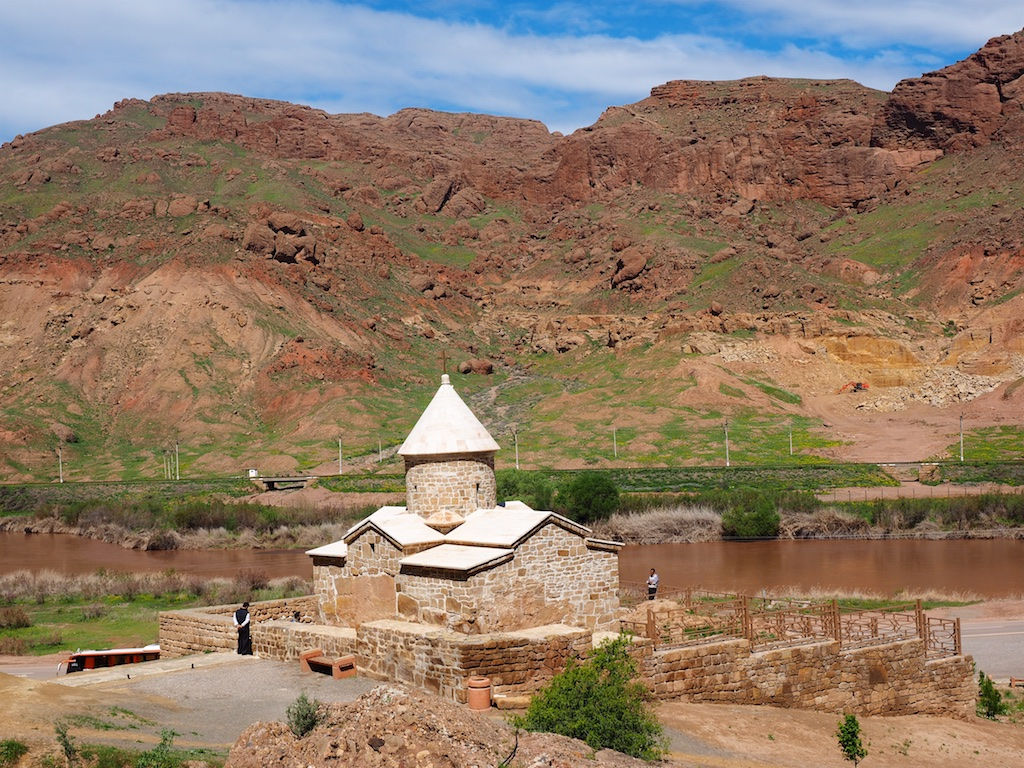
La chapelle Chupan face à la vallée de l'Araxe.
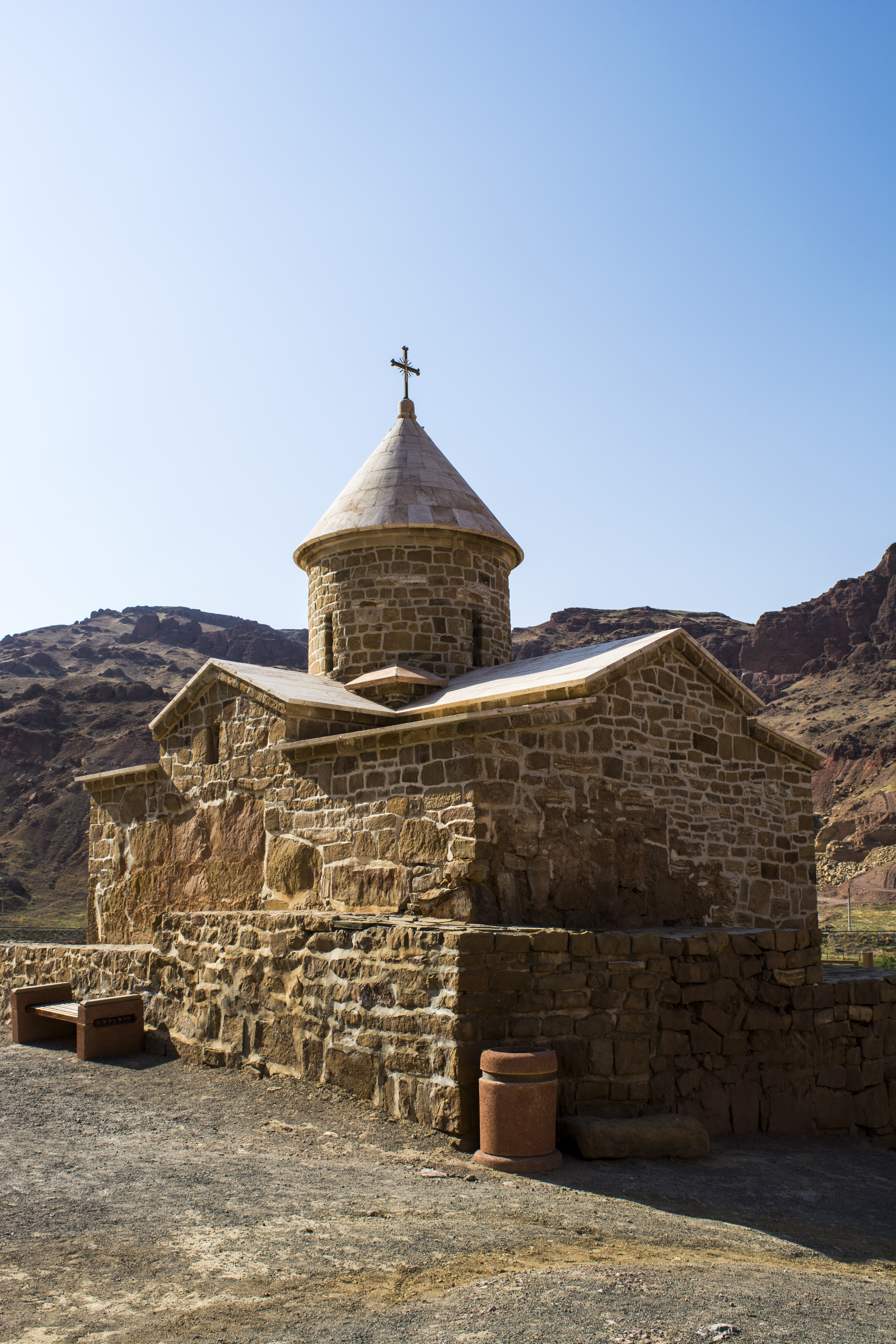
L'angle sud-est de la chapelle.
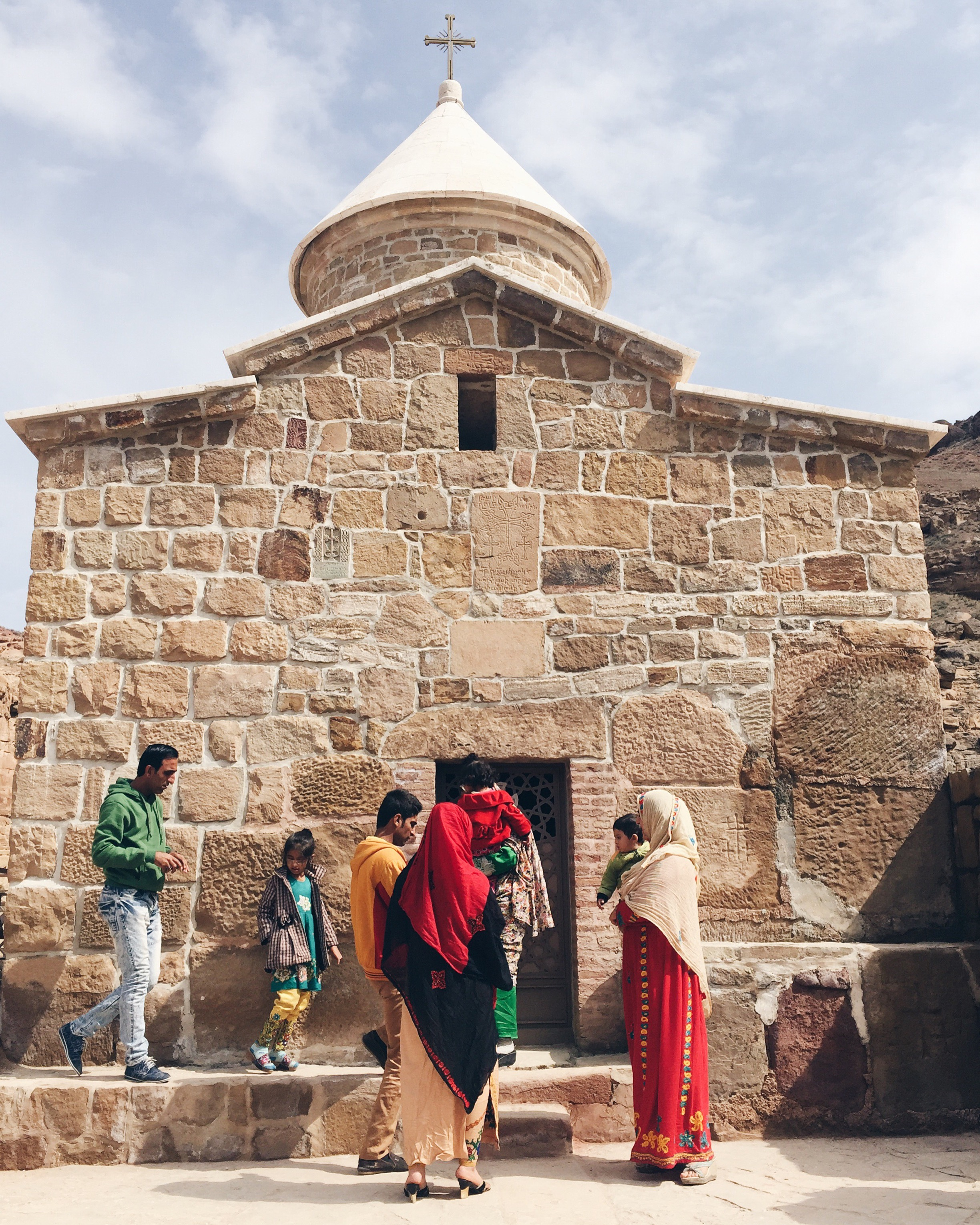
Entrée de la chapelle.

## Protection
La loi du 3 novembre 1930 institue la liste du patrimoine des monuments historiques en Iran. Le monastère Saint-Stepanos est placé sous la protection de cette loi en 1956 (no 429). Dans les années 2000, la perspective de l'inscription du monastère au patrimoine mondial de l'UNESCO amène le gouvernement iranien et l'ICHHTO à protéger également la chapelle Chupan en 2002 (no 7743), puis l'église du village abandonné de Darresham en 2005 (no 12444).
Le complexe monastique figure sur la liste du Patrimoine mondial depuis le 6 juillet 2008, aux côtés du monastère Saint-Thaddée et de la chapelle Sainte-Mère-de-Dieu de Dzordzor. L'« ensemble du monastère Saint-Stepanos » comprend en fait trois zones :
- le monastère de Saint-Stepanos (72,06 hectares) ;
- le village de Darresham, son cimetière et son église, à proximité de l'Araxe, à 2 km en amont du monastère (10,85 hectares) ;
- la chapelle Chupan, à proximité immédiate de l'Araxe, à une dizaine de kilomètres de Saint-Stepanos et non loin de la ville de Djolfa (1,18 hectare).